# 7e groupe de reconnaissance de division d'infanterie
Le 7e groupe de reconnaissance de division d'infanterie est une unité de l'armée française créée en 1939 et rattachée à la 1re division d'infanterie motorisée. Elle a participé à la Bataille de France lors de la Seconde Guerre mondiale.

## Historique du7eGRDI
Il est créé en 1939 par le 7e groupe d'automitrailleuses et le centre mobilisateur de cavalerie no 1 de Saint-Omer. De type motorisé avec automitrailleuses, il est rattaché à la 1re division d'infanterie motorisée.
Au déclenchement de l'offensive allemande, il fait partie du groupement de reconnaissance de Soubeyran qui rassemble plusieurs GRDI et GRCA. Il franchit immédiatement la frontière belge à Quiévrechain et atteint la Dyle. Le 13 mai, il couvre le flanc gauche de 3e Division Légère Mécanique en combattant à Gossoncourt et permet le repli du 11e régiment de dragons portés. Les 15 et 16 mai, il se replie derrière la Sambre à Charleroi détruisant les ponts du Chatelet et Pont-du-Loup. Puis, il continue sa retraite couvrant le repli de l'infanterie. Mis sous les ordres de la 5e division d'infanterie nord-africaine (5e DINA), il défend Gosselies le 17 mai pour permettre le repli des autres unités.
Le 18 et 19 mai sous les ordres de sa division, il assure la protection de l'infanterie lors de son repli sur l'Escaut. Puis, il est mis sous les ordres 2e division légère mécanique  assurant des reconnaissances et organisant la défense de la Scarpe où il est relevé par 5e DINA (22-23 mai). Le 24 mai, il combat avec les troupes britanniques pour défendre le canal de d'aire à Ebblinghem, Saint-Venant et Gorre. 
Le 26 et 27 mai, il contre-attaque sur Violaines, Fromelles et Illies avec les Anglais. Puis, il se replie sur Dunkerque où il participe à la défense de la tête de pont. Ainsi, il combat sur le canal de Moeres à Boomkens avec le 18e GRCA, à Hoymille le 2 juin. Il combat encore le 3 juin à Coudekerque-Branche avant de se rendre.

## Ordre de bataille (le 10 mai 1940)
- Commandant : Lieutenant-colonel Jean Mariot[1]
- Adjoint : Capitaine Jean de Chergé[1]
- Escadron Hors Rang : Capitaine Pierre Avoine[1]
- 1er Groupe d'Escadrons :  Commandant Ruault[1]
  - 1er Escadron d'automitrailleuses : Joseph de Franc de Pompignan[1]
  - 1er Escadron Motorisé :  Paul du Breuil de Pontbriand[1]
- 2e Groupe d'Escadrons de Reconnaissance : Commandant Paul Lair[1]
  - 2e Escadron d'automitrailleuses  : Capitaine Henri Cochard[1]
  - 2e Escadron Motorisé : Capitaine Étienne Calté[1]
- Escadron Mitrailleuses et Canons de 25 antichars : Capitaine Pierre Avoine[1]

### Témoignages audios d'anciens du GRDI
- (en + fr) « Voices of Dunkirk:  Louis Poubel, Sub-Official, 7th Infantry Division Reconnaissance Group », sur bbc.co.uk, BCC, 2014
- [vidéo] « Le 7e GRDI dans les combats en Mai Juin 1940 (part 1) », sur YouTube
- [vidéo] « Le 7e GRDI dans les combats en Mai Juin 1940 (part 2) », sur YouTube
- [vidéo] « Le 7e GRDI dans les combats en Mai Juin 1940 (part 3 fin) », sur YouTube